# Académie royale de langue et de littérature françaises de Belgique
De Académie royale de langue et de littérature françaises de Belgique  (ARLLFB) is een Franstalige academie in België die in 1920 door koning Albert I werd opgericht, op voorstel van de toenmalige minister van Kunsten en Wetenschappen Jules Destrée, om de Franse taal in het culturele en literaire leven in België te stimuleren.
De academie verenigt personen die door hun oeuvre of hun redevoeringen hebben bijgedragen aan het uitdragen van de Franse taal door ofwel de studie van haar oorsprong en haar ontwikkeling ofwel door de studie van de Franse taal en literatuur.
De vereniging bestaat uit 30 Belgische leden en 10 buitenlandse leden. Er zijn 26 literaire zetels en 14 taalkundige zetels.

## Bekende (oud-)leden van de academie
- Henry Bauchau
- Charles Bertin
- Carlo Bronne
- Henri Carton de Wiart
- Jean Cocteau
- Colette
- Gabriele d'Annunzio
- Robert Darnton
- Maurice Delbouille
- Jules Destrée
- Georges Eekhoud
- Mircea Eliade
- Max Elskamp
- Marie Gevers
- Iwan Gilkin
- Robert Goffin
- Julien Green
- Jean Haust
- Simon Leys
- Suzanne Lilar
- Maurice Maeterlinck
- Françoise Mallet-Joris
- Albert Mockel
- Jeanine Moulin
- Amélie Nothomb
- Émilie Noulet
- Georges Simenon
- Paul Spaak
- Paul-Henri Spaak
- Marcel Thiry
- Raymond Trousson
- Marguerite Yourcenar